# Rivera de los Limonetes - Nogales
Rivera de los Limonetes - Nogales este o arie protejată (arie specială de conservare — SAC, sit de importanță comunitară — SCI) din Spania întinsă pe o suprafață de 389,69 ha, integral pe uscat.

## Localizare
Centrul sitului Rivera de los Limonetes - Nogales este situat la coordonatele 38°42′20″N 6°46′49″W / 38.7056°N 6.7803°V.

## Înființare
Situl Rivera de los Limonetes - Nogales a fost declarat sit de importanță comunitară în decembrie 1997 pentru a proteja 1 specie de plante și 31 de specii de animale. Situl a fost protejat și ca arie specială de conservare în mai 2015.

## Biodiversitate
Situată în ecoregiunea mediteraneană, aria protejată conține 7 habitate naturale: Dehesas cu Quercus spp. perene, Galerii și tufărișuri riverane sudice (Nerio-Tamaricetea și Securinegion tinctoriae), Pajiști umede mediteraneene cu ierburi înalte de Molinio-Holoschoenion, Galerii de Salix alba și de Populus alba, Pseudostepă cu ierburi și specii anuale de Thero-Brachypodietea, Păduri termofile cu Fraxinus angustifolia, Tufărișuri termo-mediteraneene și de pre-deșert.
La baza desemnării sitului se află mai multe specii protejate:
- plante (1): Narcissus fernandesii
- păsări (22): ciocârlie-de-câmp (Alauda arvensis), pescăruș albastru (Alcedo atthis), fâsă de luncă (Anthus pratensis), barză albă (Ciconia ciconia), măcăleandru (Erithacus rubecula), becațină comună (Gallinago gallinago), rândunică roșcată (Hirundo daurica), rândunică (Hirundo rustica), privighetoare (Luscinia megarhynchos), prigoare (Merops apiaster), gaia roșie (Milvus milvus), codobatură galbenă (Motacilla alba), codobatură de munte (Motacilla cinerea), codroș de munte (Phoenicurus ochruros), pitulice de munte (Phylloscopus collybita), brumăriță de pădure (Prunella modularis), aușel sprâncenat (Regulus ignicapilla), silvie roșcată (Sylvia cantillans), sturzul viilor (Turdus iliacus), sturz-cântător (Turdus philomelos), pupăză (Upupa epops), nagâț (Vanellus vanellus)
- mamifere (1): vidră de râu (Lutra lutra)
- nevertebrate (2): Apteromantis aptera, fluturele auriu (Euphydryas aurinia)
- pești (5): Cobitis paludica, Luciobarbus comizo, Pseudochondrostoma willkommii, Rutilus alburnoides, Rutilus lemmingii
- reptile (1): Mauremys leprosa

Pe lângă speciile protejate, pe teritoriul sitului au mai fost identificate 14 specii de plante, 1 specie de păsări, 5 specii de amfibieni, 2 specii de mamifere, 2 specii de nevertebrate, 6 specii de pești, 5 specii de reptile.